# Milkovói járás

A Milkovói járás a Kamcsatkai határterületen

A Milkovói járás (oroszul Мильковский район) járás Oroszországban, a Kamcsatkai határterületen. Székhelye Milkovo falu.

## Népesség
- 2002-ben 12 080 lakosa volt.
- 2010-ben 10 578 lakosa volt.